# Red svetog Jurja
Red svetog Jurja – Europski red kuće Habsburško-Lotarinške (njemački: St. Georgs-Orden – Ein europäischer Orden des Hauses Habsburg-Lothringen), najčešće naveden kao Red sv. Jurja, je dinastički viteški red, a time i red kuće Habsburško-Lotarinške, nekadašnje carske i kraljevske kuće Svetog Rimskog Carstva, Austrije, Mađarske i drugih nacija. Veliki meštar je nadvojvoda Karlo Habsburški.
Red kombinira vitešku tradiciju s idejom ujedinjene Europe u smislu političkih ideja nadvojvode Otto Habsburški. Korijeni Reda sežu daleko u prošlost, ne u smislu neprekinutog kontinuiteta, već u nastavku ideala kršćanskog viteštva. Povijest Reda u srednjoj Europi započinje u Ugarskom Kraljevstvu u 14. stoljeću, svoj procvat doživljava kao red dinastije Habsburg početkom modernog doba. Red je reinterpretiran nakon završetka Prvog svjetskog rata te se nastavila kao dinastijski red u 21. stoljeću u ime nadvojvode Otona i njegova sina Karla Habsburga.
Riječ je o europskom i nepolitičkom viteškom redu koji podržava transnacionalnu ideju Mitteleurope (staroaustrijska definicija) i povećanu potrebu za suradnjom između zemalja srednje i jugoistočne Europe. Posvećen je kršćanstvu i ujedinjenoj samouvjerenoj Europi. Red ima zapovjednike u Austriji, Hrvatskoj, Mađarskoj, Italiji, Sloveniji, Njemačkoj, Srbiji i Velikoj Britaniji. Red ima preko 700 članova.
Red se vodi stoljetnim habsburškim načelom "živjeti i pustiti druge da žive", koje se odnosi na etničke skupine, narode, manjine, vjere, kulture i jezike.   

## Svetac zaštitnik
Zaštitnik Reda je sveti Juraj. Sv. Juraj je jedan je od najpopularnijih svetaca u kršćanstvu. Njegov blagdan je 23. travnja. Zaštitnik je Engleske, Gruzije, Etiopije, Grčke, Srbije te Aragonije i Katalonije, a skupa sa svetim Josipom je zaštitnik Tirola. Jedan je od četrnaest svetih pomoćnika i smatra se zaštitnikom u slučaju ratne opasnosti, groznice i kuge. Zaštitnik je vojnika, poljoprivrednika, konjanika, rudara, kovača i zatvorenika. S likom sveca vežu se brojne legende od kojih je najpoznatija njegova borba sa zmajem.
Štovanje sveca se rano proširilo cijelim kršćanstvom. U Bizantu su ga slavili kao vojnika i plemenitog sveca od 525. godine, od 1000. godine legenda o zmaju prevladala je u istočnim crkvama, na zapadu u vrijeme križarskih ratova. Kaže se da je 1098. godine Juraj, jašući na bijelom konju, pomogao križarima u pobjedi nad Saracenima kod Antiohije. Rikard Lavljeg Srca učinio ga je svojim osobnim zaštitnikom, a na sinodu u Oxfordu 1222. godine svečev imendan je postao državni praznik. Juraj se smatrao zaštitnikom vitezova Svetog Rimskog Carstva, a Teutonski red, osnovan 1191. godine u Akri, također je promicao njegovo štovanje. Oko 1250. godine srednjovisokonjemački autor Reinbot von Durne je napisao je Georgsromana u ime bavarskog vojvode Otona II. iz obitelji Wittelsbach, pjesmu o svecu koja je bila jedna od najpopularnijih knjiga srednjeg vijeka i isticala je svetog Jurja kao uzor kršćanskog viteza.

## Povijest

### Viteški redovi i viteška društva u Ugarskoj kraljevini
Red svetog Jurja u dinastiji Anžuvinaca
Na blagdan svetog Jurja, 23. travnja 1326. godine, statuti Reda vitezova svetog Jurja (mađar. Szent György Vitézei Lovagrend), kojeg je osnovao ugarski kralj Karlo I. Robert iz dinastije Anžuvinaca, objavljeni su prije kaptola u Ostrogonu. Ovaj red je dostigao najveći uspon za vrijeme Karlovog nasljednika kralja Ludovika Velikog. Međutim, red nije preživio anarhiju koja je zavladala Kraljevinom Ugarskom nakon Ludovikove smrti 1382. godine. Bio je to prvi svjetovni viteški red i postao je uzor dinastijskim redovima u budućnosti.
Red zmajskih vitezova
Dana 12. prosinca 1408. godine je hrvatsko-ugarski kralj Žigmund Luksemburški osnovao je Red zmajskih vitezova. Sukladno statutima Red se borbio protiv "sljedbenika izvornog zmaja, to jest protiv poganskih trupa i raskolnika" i protiv svih naroda koji se okreću protiv kršćanske vjere. Godine 1409. austrijske vojvode Ernst, Wilhelm i Albrecht iz dinastije Habsburg i još 24 austrijska plemića primljeni su u Red. Red bio je i međuvjerski pa su prihvaćeni i pravoslavni kršćani. Također, bio je i jedino viteško društvo koje je primalo žene, uključujući Barbaru Celjsku suprugu kralja Žigmunda. Godine 1431. kralj Žigmund je vlaškog kneza Vlada II. Drakula uključio u Red. Nadimak "drakul" (zmaj) dobio je nakon što je ušao u Red pa tako utemeljio i dinastiju Drakula. Ime koje je kasnije u književnosti i popularnoj kulturu proslavilo njegovog sina Vlada III. Tepeša. Red je nadživio svog osnivača Žigmunda. Njegov nasljednik kralj Albert II. Habsburgovac je dojeljivao Red potencijalnim saveznicima. Nakon Albert prerane smrti njegov sin Ladislav V. Posmrtni postao je ne samo ugarski kralj već i veliki majstor Reda. Njegov rođak car Friedrich III. je u ime Ladislava i najmanje dva puta dodijelio Red. Kaže se da je u vrijeme kralja Matije Korvina Red je posljednji put dodijeljen.

### Red sv. Jurja u dinastiji Habsburg
Godine 1337. austrijski vojvoda Otto Veseli osnovao je viteško društvo Societas Templois (Društvo hramova). Mjesto okupljanja bila je kapela sv. Jurja u Augustinsoj crkvi u Beču sve do 1378. godine liturgijski sabori reda. Bio je to prvi viteški red povezanog sa svetim Jurjem.
Godine 1462. rimsko-njemačkog cara Friedricha III. su opkoliki pobunjeni građani u bečkom Hofburgu na poticaj njegovo brata Albera. Sa sretnim ishodom car je obećao osnivanje viteškog reda posvećenog svetom Jurju kako bi otjerao Osmanlije. Godine 1468. car je otputovao u Rim gdje je papa Pavao II. potvrdio uspostavu Reda svetog Jurja (latin.: Ordo militaris Sancti Georgii; njemački: St. Georgs-Orden). Dana 1. siječnja 1469. objavljena je osnivačka bula Reda a prvi veliki meštar postao je Johann Siebenhirter, blizak carev povjerenik. Prvo sjedište Reda bio je bivši benediktinski samostan Millstatt, gdje se mogu pronaći epitafi velikog majstora Siebenhirtera i njegovog nasljednika Johanna Geumanna. Friedrichov nasljednik car Maksimilijan Habsburški postao je posebni pokrovitelj Reda. On je 1493. godine osnovao Bratstvo vitezova svetog Jurja u Innsbrucku, svjetovnu udrugu koja je trebala biti povezana s Redom. On je pokušao promicati svoje Jurjevske udruge i politički ih koristiti. Tako je na primjer, dana 15. studenog 1494. godine uputio apel svim kršćanskim kraljevima i knezovima kao i cijelom kršćanstvu da se pridruže Bratstvu i podrže pohod na Otomansko Carstvo, koji je car planirao za sljedeću godinu, što nije naišlo na mnogo interesa. Vitezovima koji bi sudjelovati u ovom pohodu dao je privilegiju postavljanja krune u svoj grb i tako stvorio status "okrunjenog viteza". Kada je car Maksimilijan umro 1482. godine pokopan je s regalijama viteza svetog Jurja, po njegovoj naredbi.
U vrijeme Maksimilijanovog nasljednjika i unuka cara Karla V. Red zlatnoga runa postaje red dinastije Habsburg tako da interes za Redom sv. Jurja slabi. Nakon smrti trećeg velikog meštra Wolfganga Prandtnera 1541. godine nije imenovan nasljednik. Godine 1573. prihodi od samostanskih posjeda upotrijebljen je za novoosnovanu isusovačku školu u Grazu, a 1598. godine svi samostanski posjedi predaju se Družbi Isusovoj. Međutim, iako službeno raspuštanje Reda nije dokumentirano sve što je od njega ostalo je štovanje svetog Jurja. Car Maksimilijan proglasio ga je zaštitnikom kuće Habsburg.

### Red četiri rimska cara, poznat i kao Stari red svetog Jurja
Godine 1768. carski grof Philipp Ferdinand od Limburg-Stiruma osnovao je Red starog plemstva četiri rimska cara (njemački: Orden des alten Adels der Vier Römischen Kaiser), pozivajući se na uspostavu reda 1308. godine od strane Henrik VII., prvog rimsko-njemačkog cara iz Luksemburške dinastija. Limburg-Styrum bila je jedan od najmanjih teritorija Svetog Rimskog Carstva i koja je stekla carsku naklonost početkom 13. stoljeća. Carski grof Philipp Ferdinand umro je 1794. godine, a njegov nasljednik Ernst Maria je iste godine izgubio vlast pod okupacijom Prve Francuske Republike da bi 1806. godine konačno pripojene Velikom vojvodstvu Berg odlukom Napoleona Bonaparte nakon bitke kod Austerlitza. Dok je Red vjerojatno već izgubio važnost sa smrću Philipp Ferdinanda.
Godine 1838. je Joseph Vicomte de Kerckhove-Varent reorganizirao Red i naglasio kontinuitet s utemeljenjem od strane Luksemburgovaca. U Povijesti i ustavu svih duhovnih i svjetovnih, izumrlih i uspješnih viteških redova koju je napisao Ferdinand von Biedenfeld 1841. godine ovaj je kontinuitet doveden u pitanje i odbačen zbog nedostatka izvornog materijala. Obilježje Reda bio je bijeli emajlirani, osmokraki križ sa slovima H. C. W. S., prvim slovima četiri člana Luksemburške dinastije na carskom prijestolju. U sredini se nalazi medaljon s anđelom čuvarom na azurno plavoj podlozi, anđeo čuvar bio je zaštitnik reda. Plavi središnji dio bio je okružen širokim crvenim obrubom.
Car Franjo Josip I. potvrdio je priorat Reda u Austriji 1848. godine. Godine 1917. car Karlo I. potvrdio je Red kao čisto svjetovni viteški red. Između 1919. i 1920. godine strukture Reda modernizirale su osobe koje je car odabrao. Zbog situacije s egzilom carske obitelji, vodstvo reda tada je pripalo princu Johannesu Lihtenštajnskom iako je naslov zaštitnika i nositelja reda ostao u kući Habsburga. Godine 1923. časnici Središnjih sila, Njemačkog Carstva i Austro-Ugarske koji su se priključili Saveznicima tijekom Prvog svjetskog rata su osnovali udrugu. Njihovo je usmjerenje bilo monarhističko i slijedilo je tradiciju Svetog Rimskog Carstva. Poslije toga javlja se potreba za prilagodbom statuta Reda suvremenim uvjetima.
Dana 7. veljače 1926. na konvenciji o reorganizaciji Reda u Hannoveru integrirana je tradicija bivšeg reda kuće Limburg-Stirum s posebnom se poveznicom na četiri rimska cara iz Luksemburške dinastije i njihove inicijale u oznakama, a i plemstvo više nije bio uvjet za prijem. Godine 1927. statuti su revidirani kako bi se produbili te je red dobio naziv "Stari viteški red svetog Jurja zvan Red četiri rimska cara", s grbovima Wendlanda, Donje Saske, Rajne-Vestfalije, južne Njemačke i Austrougarske. Suština ove obnove duhovnosti Reda bilo je usvajanje svetog Jurja. Mjesto velemajstora ostalo je upražnjeno dok je upravu reda vodio namjesnik reda. Red se i dalje nastavio zalagati za jedinstvo i interese srednjoeuropskih naroda i nacija koje su stoljećima jamčili Sveto Rimsko Carstvo i Habsburška monarhija. Godine 1935. zbog političke situacije u njemačkom Trećem Reichu sjedište reda preseljeno je u Salzburg, odakle je ustao protiv nacionalsocijalizma, za srednju Europu neovisnu o nacističke Njemačke te za ponovnu uspostavu kuće Habsburg. Godine 1937. za namjesnika reda imenovan je princ Johan Lihtenštajnski. Godine 1938., nakon aneksije Austrije, nacisti su zabranili i raspustili Red iz političkih razloga. Mnogi koji su tijekom nacističke ere vodili kampanju za Habsburgovce bili su ubijeni, odvedeni u koncentracijski logor ili progonjeni od strane Gestapa. Maksimilijana Hohenberga koji je po mnogim pitanjima zastupao protjeranog prijestolonasljednika Otta Habsburga, nacionalsocijalisti su 1938. odmah odveli u sabirni logor Dachau.
Nakon rata, princ Johan izgradio je strukturu reda kao udrugu s imenom Klub svetog Jurja i sa sjedištem u Beču. Godine 1960. naziv je promijenjen u "Stari red svetog Jurja". Krajem 1960-ih, nadvojvoda Otto Habsburg preuzeo je brigu o zaštiti časti Reda.

### Europski red kuće Habsburško-Lotarinške
Dana 18. siječnja 2008. godine, u ime nadvojvode Otta i njegovog sina nadvojvode Karla Habsburga, u Münchenu je proslavljeno utemeljenje europskog reda svetog Jurja i izabran je prvi namjesnik reda. Dana 24. travnja 2010. godine Red je dobio novi statut. Pravni pokrovitelj bilo je Društvo vitezova Reda svetog Jurja (njem. Gesellschaft der Ritter des St. Georgs-Ordens), udruga osnovana prema austrijskom zakonu, s ciljem borbe za zapadno-kršćansku Europu koja je sve više u opasnosti da izgubi svoje kršćanske i povijesne korijene te da učvrsti povijesne veze zemalja srednje Europe pod pokroviteljstvom kuće Habsburško-Lotarinške.
Na konventu 30. travnja 2011. godine u Neuberg an der Mürzu nadvojvoda Karlo Habsburški je svečano proglasio Red svetog Jurja – Europski red kuće Habsburško-Lotarinške kao red njegovog nadvojvodstva. Tada je nadvojvoda Karl preuzeo dužnost velikog meštra a barun Norbert van Handel je postao prokurist Reda. Vodeći se stoljetnim habsburškim geslom "Viribus Unitis" narodi srednje Europe trebali bi se skupa brinuti o svojim interesima. Pod okriljem ovoga Reda povijesne veze treba učvrstiti i proširiti kako bi moglo biti bolje u Ujedinjenoj Europi. Red vidi zadaću prepoznavanja i očuvanja zajedničke kulturne, znanstvene i međuljudske baštine Srednje Europe. Model je tolerantni Habsburški pristup nacionalnoj raznolikosti naroda srednje Europe. Dana 22. travnja 2017. godine veliki meštar je imenovao baruna Vinzenza von Stimpfl-Abelea za prokurista Reda.

## Djelovanje u Hrvatskoj
U Hrvatskoj je Red organiziran kroz četiri zapovjedništva (komturaj), u Zagrebu i Osijeku te za Istru i Dalmaciju. Komturi su Sandro Baričević (Zagreb), Mario Feštetić iz grofovske obitelji Feštetić (Osijek), Zlatko Šehanović (Istra) i Dragan Ljutić (Dalmacija). Novinar Romano Bolković je član vlade Reda kao kapitular za međukulturne agende.
U srpnju 2017. godine, dame Reda su donirale vrtić i dječji dom u Karlovcu. U Zagrebu, 27. listopada 2018. godine Red je svečano obilježio jedan od dva najvažnija dana Reda – Dan Reda (Ordenstag). Obilježavanje drugog značajnog datuma, Okupljanje Reda (Ordenskonvent), 2012. godine proslavljeno je u Varaždinu.

## Ustroj Reda

### Zastupljenost
Red djeluje u 12 europskih država preko svojih podružnica, tzv. zapovjedništava (komturaj). Broj u zagradi označava koliko komturaja ima u pojedinoj državi.
- Austrija (10)
- Češka Republika (1)
- Hrvatska (4)
- Italija (1)
- Mađarska (1)
- Nizozemska (1)
- Njemačka (1)
- Slovačka (1)
- Slovenija (1)
- Srbija (1)
- Švicarska (1)
- Ujedinjeno Kraljevstvo (1)

### Časnici i dužnosnici
Veliki meštar
1. nadvojvoda Karl Habsburg (od 30. travnja 2011.)

Zamjenik velikog meštra
1. nadvojvoda Juraj Habsburg

Prokurist
1. barun Norbert van Handel[19] (30. travnja 2011. – travanj 2017.)
2. barun Vinzenz von Stimpfl-Abele (od 22. travnja 2017.)

## Poznati članovi
Neki od počasnih vitezova Reda su:
- Jan Peter Balkenende
- Đorge Ivanov
- Zsolt Semjén
- Bojan Šober

U Hrvatkoj članovi Reda, između ostalih, su:
- Romano Bolković
- Otto Barić mlađi
- Damir Delišimunović
- Mario Festetić
- Mislav Grgić
- Josip degl’ Ivellio
- Dragan Ljutić
- Leo Radeljak
- Boris Šavorić

## Vanjske poveznice
- Službena stranica
- Službena stranica Komturaja u Sloveniji
- Stranica na Facebooku